# هیروکی موتو
هیروکی موتو (انگلیسی: Hiroki Muto؛ زادهٔ ۲۶ ژوئن ۱۹۹۷) کماندار اهل ژاپن است.